# Янково-Скарбово
Янково-Скарбово (пол. Jankowo-Skarbowo) — село в Польщі, у гміні Новоґруд Ломжинського повіту Підляського воєводства.
Населення — 78 осіб (2011).
У 1975-1998 роках село належало до Ломжинського воєводства.

## Демографія
Демографічна структура станом на 31 березня 2011 року:
|          | Загалом | Допрацездатний вік | Працездатний вік | Постпрацездатний вік |
| -------- | ------- | ------------------ | ---------------- | -------------------- |
| Чоловіки | 37      | 6                  | 23               | 8                    |
| Жінки    | 41      | 12                 | 16               | 13                   |
| Разом    | 78      | 18                 | 39               | 21                   |